# Knut Frostad
Knut Mauritz Frostad (Harstad, 4 de junho de 1967) é um velejador norueguês e atual CEO da Volvo Ocean Race.

## Carreira
Knut Frostad representou seu país nos Jogos Olímpicos de 1988 e 1992 na classe flying dutchmann. Na Volvo competiu em 1993-94 pelo Swedish Intrum Justitia, nas embarcações norueguesas de 1997-98 Innovation Kværner e em 2001-02, no Djuice Dragons, e também do Brasil 1, em 2005-06.